# Johnny Hates Jazz
Johnny Hates Jazz – angielski zespół muzyczny, powstały jako trio, wykonujący muzykę pop. Grupa powstała w 1986 roku. Utworzyli ją: Clark Datchler (wokal, fortepian), Calvin Hayes (klawisze) i Mike Nocito (bas). W tym samym roku ukazał się pierwszy singel zespołu „Me and My Foolish Heart”, a grupa podpisała kontrakt z wytwórnią płytową Virgin Records. Rok później zespół zadebiutował w barwach tej wytwórni piosenką „Shattered Dreams”, która uplasowała się w UK Top Five i na 2. miejscu zestawienia za oceanem.
Pierwszy album zespołu „Turn Back the Clock” ukazał się w 1988 roku i stał się multiplatynowym w Stanach Zjednoczonych i w Wielkiej Brytanii. Z płyty pochodziły przeboje, jak „I Don't Want to Be a Hero”, „Turn Back the Clock”, „Heart of Gold”, „Don't Say It's Love” i „Shattered Dreams”.
Wkrótce z grupy odszedł wokalista Clark Datchler, który zdecydował się na karierę solową. Jego miejsce zajął Phil Thornalley, z którym powstała druga płyta „Tall Stories” (1991). W 1992 r. zespół zakończył działalność.
W roku 2008 grupa została reaktywowana, a w miejsce Phila Thornalleya wszedł Danny Saxon. Jednak w październiku 2009 odszedł on z zespołu, a na miejsce wokalisty powrócił Clark Datchler. Grupa powróciła do oryginalnego składu i przystąpiła do nagrywania nowego albumu. W 2010 roku Calvin Hayes opuścił zespół i muzycy występują jako duet. Nowa płyta ukazała się w 2013 roku i nosi tytuł „Magnetized”.

## Dyskografia

### Albumy
- 1988 – Turn Back the Clock (Virgin Records)
- 1991 – Tall Stories (Virgin Records)
- 2013 – Magnetized (InterAction Music)

### Kompilacje
- 1993 – The Very Best of Johnny Hates Jazz (Disky Records)
- 2000 – Best of the 80's (Disky Records)
- 2003 – The Very Best of Johnny Hates Jazz (EMI Gold)

### Single
- 1986 – Me and My Foolish Heart
- 1987 – Shattered Dreams
- 1987 – I Don't Want to Be a Hero
- 1987 – Turn Back the Clock
- 1988 – Heart of Gold
- 1988 – Don't Say It's Love
- 1989 – Turn the Tide
- 1991 – Let Me Change Your Mind Tonight
- 1992 – The Last to Know